# Hexatoma (Eriocera) coroicoensis
Hexatoma (Eriocera) coroicoensis is een tweevleugelige uit de familie steltmuggen (Limoniidae). De soort komt voor in het Neotropisch gebied.